# Monismanienpriset

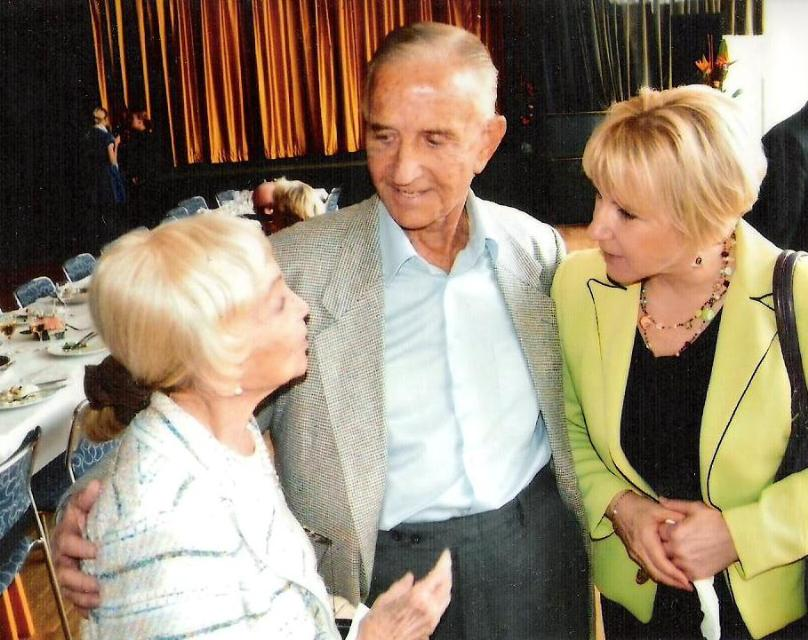
Monismanienprisutdelningen 2009. Janine och Kenne Fant i samspråk med Margot Wallström.

Monismanienpriset är ett pris instiftat av Kenne Fant år 1975 till minne av Torgny Segerstedt den äldre. Priset delas ut till organisationer och personer som gjort stora insatser för försvar av åsiktsfrihet. Priset delas ut ungefär vartannat år av studenterna vid Göteborgs nation i Uppsala. Bland pristagarna finns många framstående personer. Prissumman varierar men ligger vanligtvis mellan 100 000 och 300 000 kronor.  

## Historia
Kenne Fant fick en kvalitetspremie på 124 000 kronor år 1975 av Svenska Filminstitutet för sin film Monismanien 1995. Dessa pengar avsatte han som grundplåt för Monismanienstiftelsen, som administrerar priset. Tack vare kontakten med Torgny Segerstedt den yngre och Martin H:son Holmdahl, som också varit rektor för Uppsala universitet samt inspektor för Göteborgs nation i Uppsala, erbjöd Fant studenterna vid Göteborgs nation i Uppsala att ta hand om stiftelsens verksamhet och utse pristagare.

## Pristagare
- 1975 – Svenska Amnesty International
- 1976 – Alva Myrdal
- 1977 – Simone Veil
- 1978 – Charta 77
- 1979 – The international PEN-club
- 1980 – Kim Chi Ha
- 1981 – Lech Wałęsa
- 1984 – Günter Wallraff
- 1985 – Edicio de la Torre
- 1987 – GAM (Grupo de Apayo Mutuo)
- 1989 – André Brink
- 1993 – PeÅ Holmquist
- 1995 – Taslima Nasrin
- 1997 – Yasar Kemal
- 1999 – Desmond Tutu
- 2001 – John Pilger
- 2003 – Emily Lau, "för sin outtröttliga journalistiska och politiska kamp för yttrandefrihet och demokrati i Hongkong"
- 2005 – (Václav Havel)
- 2009 – Margot Wallström
- 2011 – Herta Müller
- 2014 – Reportrar utan gränser
- 2017 – Raif Badawi
- 2019 – Ulla Carlsson[1]
- 2022 – Eliot Higgins

## Monismanienrepresentanter[2]
Monismanienrepresentanten är i dag ordförande för Kenne Fants Stiftelse. Ordförandens uppdrag är att leda arbetet för det fria ordet, utbilda nationens medlemmar om priset samt föreslå pristagare och arrangera en prisceremoni värdig denne pristagare. Monismanienrepresentanten väljs av Göteborgs Nations landskap. Numera är mandatperioden två år och därför delas oftast priset ut varannat år om inga extraordinära omständigheter inträffar. 
- 1974–1975 – Torgny Segerstedt den yngre, ordförande för stiftelsen och nationens förste kurator
- 1975–1976 – ej bekräftat
- 1976–1977 – ej bekräftat
- 1977–1978 – ej bekräftat
- 1978–1979 – ej bekräftat
- 1979–1980 – Björn Jidéus
- 1981–1984 – ej bekräftat
- 1984–1987 – Martin H:son Holmdahl, ordförande för stiftelsen och nationens inspektor
- 1987–1989 – Jörgen Frotzler
- 1989–1993
- 1993–1995 – Pernilla Ewerby
- 1996–1998 – Annika Lund
- 2000 – Olof Wilske
- 2000–2002 – Ola Vedin
- 2002–2004 – Anna Vogel
- 2004–2006 – Johan Andersson
- 2008–2010 – Ida Gustafsson
- 2010–2011 – Beatrice Nybert
- 2011–2014 – Sara Lilltheir
- 2014–2018 – Mimmi Lundin
- 2018–2020 – Elin Bergman
- 2020–2021 – Elias Collin (inget pris delades ut på grund av pandemi)
- 2021–2022 – Evelina Reuterfors
- 2022–2023 – Ester Caldevik
- 2024-2025 – Jakob Norrhall